# Metida (mjesec)
Metida (grčki Μήτις, latinski Metis) je Jupiterov najbliži poznati satelit. Kruži oko Jupitera na udaljenosti od 128 000 km i obiđe ga u samo 7 sati i 5 minuta. Prosječni promjer mu iznosi oko 44 km. Masa ovog satelita iznosi 9.56x1016 kg.
Orbite Metide i Adrasteje se nalaze unutar Jupiterovog glavnog prstena, zbog čega se sumnja da mogu biti izvor materijala za prsten. Orbite oba satelita su unutar Rocheove granice, pa će, čak i ako zbog svojih malih dimenzija i izbjegnu raspad, prije ili kasnije pasti na Jupiter.
Metidu je otkrio astronom Stephen P. Synnott je na fotografijama Voyagera 1 1979. godine.

## Vanjske poveznice
- Astronomska sekcija Fizikalnog društva Split - Metida, Jupiterov satelit  Arhivirana inačica izvorne stranice od 14. ožujka 2005. (Wayback Machine)

Vidi i:
- Metida (mitologija)